# Detective Conan Special Cases
Detective Conan Special Cases (名探偵コナン 特別編?, Meitantei Konan tokubetsu hen, lett. "Detective Conan - Edizione speciale" o lett. "Raccolta speciale") è una serie manga che contiene storie brevi disegnate dai vari assistenti di Gōshō Aoyama. Le storie di questi volumi speciali non influiscono comunque sulla trama del manga principale. Il primo volume è stato pubblicato in Giappone il 28 gennaio 1997.
Finora soltanto gli episodi 86 e 113 della serie televisiva (89 e 119 secondo la numerazione italiana) sono stati tratti dai file 2 e 6 del primo volume. Nessun'altra storia di questa serie è stata trasposta in animazione.

## Pubblicazione italiana
In Italia il manga è stato pubblicato da Star Comics a partire dal 24 gennaio 2011, a cadenza bimestrale, alternato ai volumi principali, sulla testata Mitico (nei mesi in cui non usciva, la testata Mitico ospitava altri manga e il manga principale di Detective Conan usciva a parte), con il primo volume corrispondente a Mitico 165, fino al dodicesimo volume, uscito il 22 novembre 2012 e corrispondente a Mitico 195. Dopodiché, in Italia non sono più stati pubblicati altri volumi, perché, come dichiarato dalla Star Comics, "non hanno raggiunto la stessa popolarità del manga originale".
Rispetto alla serie principale, la copertina italiana è più simile a quella originale. Lo sfondo è a tinta unita e diverso da quello della copertina originale (che non è a mattoni come nella serie principale, ma può essere bianco o lievemente colorato e può avere piccole immagini stilizzate del protagonista Conan Edogawa, che si ripetono l'una vicino all'altra come nei primi due volumi), però il retro di copertina non è uguale alla prima ma ha la stessa immagine del retro di copertina originale (che non è una keyhole come per la serie principale) e una breve introduzione scritta. La fotografia sullo sfondo della prima di copertina non c'è nemmeno nella versione giapponese. Titolo e autori sono scritti comunque in modo simile alle copertine italiane della serie principale.

## Lista dei volumi

### Volumi 1-10
| 1  | 28 gennaio 1997 | ISBN 4-09-142531-3 | 24 gennaio 2011   |
| 1  | Capitoli - (001) File 1. L'uomo scomparso (消えた男?, Kieta otoko) - (002) File 2. Il rapimento (誘拐?, Yūkai) - (003) File 3. Intenzione omicida (殺意?, Satsui) - (004) File 4. Una morte improvvisa (突然死?, Totsuzen shi) - (005) File 5. Il palazzo fantasma (幽霊ビル?, Yūrei biru) - (006) File 6. L'asso nella manica (切り札?, Kirifuda) - (007) File 7. Rapina in banca (銀行強盗?, Ginkō gōtō) - (008) File 8. Il ladro di quadri famosi (名画泥棒?, Meiga dorobō) - (009) File 9. Omicidio per avvelenamento (毒殺?, Dokusatsu) - Autore: Eiichi Yamagishi |                    |                   |
| 2  | 28 ottobre 1997 | ISBN 4-09-142532-1 | 23 marzo 2011     |
| 2  | Capitoli - (010) File 1. Vendetta (復習?, Fukushū) - (011) File 2. Il comando a distanza (遠隔操作?, Enkaku sōsa) - (012) File 3. Il pirata delle strada (ひき逃げ?, Hikikoge) - (013) File 4. Il piromane (放火魔?, Hōkama) - (014) File 5. L'attore (役者?, Yakusha) - (015) File 6. L'alibi (アリバイ?, Aribai) - (016) File 7. Il rapimento (誘拐?, Yūkai) - (017) File 8. L'arma del delitto (凶器?, Kyōki) - Autore: Eiichi Yamagishi |                    |                   |
| 3  | 28 novembre 1997 | ISBN 4-09-142533-X | 25 maggio 2011    |
| 3  | Capitoli - (018) File 1. Il poltergeist assassino (prima parte) (ポルターガイスト殺人事件（前編）?, Porutāgaisuto satsujin jiken (zenpen)) - (019) File 2. Il poltergeist assassino (seconda parte) (ポルターガイスト殺人事件（中編）?, Porutāgaisuto satsujin jiken (chūhen)) - (020) File 3. Il poltergeist assassino (terza parte) (ポルターガイスト殺人事件（後編）?, Porutāgaisuto satsujin jiken (kōhen)) - (021) File 4. L'omicidio di un gamer (prima parte) (ゲーマー殺人事件（前編）?, Gēmā satsujin jiken (zenpen)) - (022) File 5. L'omicidio di un gamer (seconda parte) (ゲーマー殺人事件（後編）?, Gēmā satsujin jiken (kōhen)) - (023) File 6. Delitto nel vagone letto (prima parte) (ブルートレイン殺人事件（前編）?, Blue train (burū torein) satsujin jiken (zenpen)) - (024) File 7. Delitto nel vagone letto (seconda parte) (ブルートレイン殺人事件（後編）?, Blue train (burū torein) satsujin jiken (kōhen)) - (025) File 8. L'assassinio del critico gastronomico (prima parte) (グルメ評論家殺人事件（前編）?, Gurume hyōronka satsujin jiken (zenpen)) - (027) File 9. L'assassinio del critico gastronomico (seconda parte) (グルメ評論家殺人事件（後編）?, Gurume hyōronka satsujin jiken (kōhen)) - (028) File 10. Omicidio nella casa infestata dagli spiriti (おばけ屋敷殺人事件?, Obake yashiki satsujin jiken) - Storia: Takahisa Taira; Disegni: Yutaka Abe, Denjirō Maru |                    |                   |
| 4  | 18 marzo 1998 | ISBN 4-09-142534-8 | 21 luglio 2011    |
| 4  | Capitoli - (029) File 1. Omicidio alla festa delle bambine (prima parte) (ひなまつり殺人事件〈前編〉?, Hina matsuri satsujin jiken (zenpen)) - (030) File 2. Omicidio alla festa delle bambine (seconda parte) (ひなまつり殺 人事件〈後編〉?, Hina matsuri satsujin jiken (kōhen)) - (031) File 3. L'invito di un amico (prima parte) (友からの招待状〈前編〉?, Tomo kara no shōtai-jō (zenpen)) - (032) File 4. L'invito di un amico (seconda parte) (友からの招 待状〈後編〉?, Tomo kara no shōtai-jō (kōhen)) - (033) File 5. Il verde di Scheele (シェーレグリーン?, Shēre gurīn) - (034) File 6. Delitto nella note dei fuochi d'artificio (prima parte) (花火の夜、殺人が!! 〈前編〉?, Hanabi no yoru, satsujin ga!! (zenpen)) - (035) File 7. Delitto nella note dei fuochi d'artificio (seconda parte) (花火の夜、殺人が!!〈後編〉?, Hanabi no yoru, satsujin ga!! (kōhen)) - (036) File 8. La sposa scomparsa (prima parte) (消えた花嫁〈前編〉?, Kieta hanayome (zenpen)) - (037) File 9. La sposa scomparsa (seconda parte) (消えた花嫁〈後編〉?, Kieta hanayome (kōhen)) - (038) File 10. Il fulmine del diavolo (prima parte) (悪魔の雷（いかづち）〈前編〉?, Akuma no ikazuchi (zenpen)) - (039) File 11. Il fulmine del diavolo (seconda parte) (悪魔の雷（いかづち）〈後編〉?, Akuma no ikazuchi (kōhen)) - Storia: Takahisa Taira; Disegni: Yutaka Abe, Denjirō Maru |                    |                   |
| 5  | 18 aprile 1998 | ISBN 4-09-142535-6 | 22 settembre 2011 |
| 5  | Capitoli - (040) File 1. L'uomo che si è buttato (prima parte) (飛び降りた男（前編）?, Tobiorita otoko (zenpen)) - (041) File 2. L'uomo che si è buttato (seconda parte) (飛び降りた男（後編）?, Tobiorita otoko (kōhen)) - (042) File 3. L'omicidio di una scrittrice studentessa universitaria (prima parte) (女子大生作家殺人事件（前編）?, Joshidaisei sakka satsujin jiken (zenpen)) - (043) File 4. L'omicidio di una scrittrice studentessa universitaria (seconda parte) (女子大生作家殺人事件（後編）?, Joshidaisei sakka satsujin jiken (kōhen)) - (044) File 5. Il politico muore due volte (prima parte) (政治家は2度死ぬ（前編）?, Seijika wa nido shinu (zenpen)) - (045) File 6. Il politico muore due volte (seconda parte) (政治家は2度死ぬ（後編）?, Seijika wa nido shinu (kōhen)) - (046) File 7. Un messaggio inaudibile (prima parte) (聞こえないメッセージ（前編）?, Kikoenai messēji (zenpen)) - (047) File 8. Un messaggio inaudibile (seconda parte) (聞こえないメッセージ（後編）?, Kikoenai messēji (kōhen)) - (048) File 9. L'omicidio in un giardino labirinto (prima parte) (迷路庭園殺人事件（前編）?, Meiro teien satsujin jiken (zenpen)) - (049) File 10. L'omicidio in un giardino labirinto (seconda parte) (迷路庭園殺人事件（後編）?, Meiro teien satsujin jiken (kōhen)) - (050) File 11. La tragedia di San Valentino (prima parte) (バレンタインの悲劇（前編）?, Barentain no higeki (zenpen)) - (051) File 12. La tragedia di San Valentino (seconda parte) (バレンタインの悲劇（前編）?, Barentain no higeki (kōhen)) - (052) File 13. Svela il trucco di una stanza completamente chiusa! (prima parte) (密室トリックを暴け！（前編）?, Misshitsu torikku o abake! (zenpen)) - (053) File 14. Svela il trucco di una stanza completamente chiusa! (seconda parte) (密室トリックを暴け！（後編）?, Misshitsu torikku o abake! (kōhen)) - Autori: Masaru Ōta, Ekoda Tantei-dan |                    |                   |
| 6  | 28 gennaio 1999 | ISBN 4-09-142536-4 | 24 novembre 2011  |
| 6  | Capitoli - (054) File 1. Il cadavere (死体?, Shitai) - (055) File 2. Suicidio con salto nel vuoto (投身自殺?, Tōshin jisatsu) - (056) File 3. Il bombarolo (爆弾犯?, Bakudanhan) - (057) File 4. Il codice segreto (暗号?, Angō) - (058) File 5. Il suicidio camuffato (prima parte) (偽装自殺（前編）?, Gisō jisatsu (zenpen)) - (059) File 6. Il suicidio camuffato (seconda parte) (偽装自殺（後編）?, Gisō jisatsu (kōhen)) - (060) File 7. Cerchiamo il tesoro! (お宝を探せ！！?, Otakara o sagase!!) - (061) File 8. Uno strano rapimento (奇妙な誘拐?, Kimyōna yūkai) - (062) File 9. La statua di Buddha nata dall'harakiri (腹切り仏?, Harakiri hotoke) - Autore: Eiichi Yamagishi |                    |                   |
| 7  | 26 aprile 1999 | ISBN 4-09-142537-2 | 25 gennaio 2012   |
| 7  | Capitoli - (063) File 1. Il segreto del razzo (prima parte) (ロケットの秘密（前編）?, Roketto no himitsu (zenpen)) - (064) File 2. Il segreto del razzo (seconda parte) (ロケットの秘密（後編）?, Roketto no himitsu (kōhen)) - (065) File 3. I messaggi sono tre...! (prima parte) (メッセージは3つ…！（前編）?, Messēji wa mittsu…! (zenpen)) - (066) File 4. I messaggi sono tre...! (seconda parte) (メッセージは3つ…！（後編）?, Messēji wa mittsu…! (kōhen)) - (067) File 5. Due sorelle che non si somigliano (prima parte) (似てない姉妹（前編）?, Ni tenai shimai (zenpen)) - (068) File 6. Due sorelle che non si somigliano (seconda parte) (似てない姉妹（後編）?, Ni tenai shimai (kōhen)) - (069) File 7. Un delitto consumato insieme al vento (prima parte) (殺人は風とともに（前編）?, Satsujin wa kazetotomoni (zenpen)) - (070) File 8. Un delitto consumato insieme al vento (seconda parte) (殺人は風とともに（後編）?, Satsujin wa kazetotomoni (kōhen)) - (071) File 9. Assassinio nella casa degli orrori (prima parte) (おばけ屋敷殺人事件（前編）?, Obake yashiki satsujin jiken (zenpen)) - (072) File 10. Assassinio nella casa degli orrori (seconda parte) (おばけ屋敷殺人事件（後編）?, Obake yashiki satsujin jiken (kōhen)) - (073) File 11. La collezione del misterioso ladro n° 808 (prima parte) (怪盗808号のコレクション（前編）?, Kaitō happiaku-hachi-gō no korekushon (zenpen)) - (074) File 12. La collezione del misterioso ladro n° 808 (seconda parte) (怪盗808号のコレクション（後編）?, Kaitō happiaku-hachi-gō no korekushon (kōhen)) - (075) File 13. Omicidio a Natale (prima parte) (クリスマス殺人事件（前編）?, Kurisumasu satsujin jiken (zenpen)) - (076) File 14. Omicidio a Natale (seconda parte) (クリスマス殺人事件（後編）?, Kurisumasu satsujin jiken (kōhen)) - Autori: Masaru Ōta, Ekoda Tantei-dan                                                       |                    |                   |
| 8  | 7 agosto 1999 | ISBN 4-09-142538-0 | 22 marzo 2012     |
| 8  | Capitoli - (077) File 1. Un cecchino nel buio (闇の中の狙撃者?, Yami no naka no sogekisha) - (078) File 2. Omicidio al campo da tennis (prima parte) (テニスコート殺人事件（前編）?, Tenisukōto satsujin jiken (zenpen)) - (079) File 3. Omicidio al campo da tennis (seconda parte) (テニスコート殺人事件（後編）?, Tenisukōto satsujin jiken (kōhen)) - (080) File 4. Lo yo-yo maledetto (prima parte) (呪われた手車（前編）?, Norowareta tesha (zenpen)) - (081) File 5. Lo yo-yo maledetto (seconda parte) (呪われた手車（後編）?, Norowareta tesha (kōhen)) - (082) File 6. Decifra il codice segreto! (prima parte) (暗号を解読せよ！！（前編）?, Angō o kaidoku seyo!! (zenpen)) - (083) File 7. Decifra il codice segreto! (seconda parte) (暗号を解読せよ！！（後編）?, Angō o kaidoku seyo!! (kōhen)) - (084) File 8. Delitto al Circo MK (prima parte) (MKサーカス殺人事件（前編）?, Emu-kei Sākasu satsujin jiken (zenpen)) - (085) File 9. Delitto al Circo MK (seconda parte) (MKサーカス殺人事件（後編）?, Emu-kei Sākasu satsujin jiken (kōhen)) - (086) File 10. Nella cella d'isolamento (prima parte) (独房の中で…（前編）?, Dokubō no naka de... (zenpen)) - (087) File 11. Nella cella d'isolamento (seconda parte) (独房の中で…（後編）?, Dokubō no naka de... (kōhen)) - Storia: Takahisa Taira; Disegni: Yutaka Abe, Denjirō Maru |                    |                   |
| 9  | 18 dicembre 1999 | ISBN 4-09-142539-9 | 24 maggio 2012    |
| 9  | Capitoli - (088) File 1. Omicidio su una lussuosa nave passeggeri (豪華客船殺人事件?, Gōka kyakusen satsujin jiken) - (089) File 2. Il cadavere scomparso (prima parte) (消えた死体（前編）?, Kieta shitai (zenpen)) - (090) File 3. Il cadavere scomparso (seconda parte) (消えた死体（後編）?, Kieta shitai (kōhen)) - (091) File 4. La migliore squadra di soccorso del Giappone (prima parte) (日本一の救急隊（前編）?, Nihon'ichi no kyūkyūtai (zenpen)) - (092) File 5. La migliore squadra di soccorso del Giappone (seconda parte) (日本一の救急隊（後編）?, Nihon'ichi no kyūkyūtai (kōhen)) - (093) File 6. Stamp, il ladro misterioso (prima parte) (怪盗スタンプ（前編）?, Kaitō sutanpu (zenpen)) - (094) File 7. Stamp, il ladro misterioso (seconda parte) (怪盗スタンプ（後編）?, Kaitō sutanpu (kōhen)) - (095) File 8. La cabina con il fantasma (prima parte) (亡霊ゴンドラ（前編）?, Bōrei gondora (zenpen)) - (096) File 9. La cabina con il fantasma (seconda parte) (亡霊ゴンドラ（後編）?, Bōrei gondora (kōhen)) - (097) File 10. Un regalo per la vigilia di Natale (イヴの贈り物?, Ivu no okurimono) - Storia: Takahisa Taira; Disegni: Yutaka Abe, Denjirō Maru |                    |                   |
| 10 | 28 marzo 2000 | ISBN 4-09-142540-2 | 25 luglio 2012    |
| 10 | Capitoli - (098) File 1. Una fuga da incubo (prima parte) (悪夢の逃避行（前編）?, Akumu no tōhikō (zenpen)) - (099) File 2. Una fuga da incubo (seconda parte) (悪夢の逃避行（後編）?, Akumu no tōhikō (kōhen)) - (100) File 3. Il messaggio (prima parte) (メッセージ（前編）?, Messēji (zenpen)) - (101) File 4. Il messaggio (seconda parte) (メッセージ（後編）?, Messēji (kōhen)) - (102) File 5. L'attrice scomparsa (prima parte) (消えた女優（前編）?, Kieta joyū (zenpen)) - (103) File 6. L'attrice scomparsa (seconda parte) (消えた女優（後編）?, Kieta joyū (kōhen)) - (104) File 7. Omicidio sulla spiaggia (prima parte) (浜辺の殺意（前編）?, Hamabe no satsui (zenpen)) - (105) File 8. Omicidio sulla spiaggia (seconda parte) (浜辺の殺意（後編）?, Hamabe no satsui (kōhen)) - (106) File 9. Il mistero del peluche (prima parte) (ぬいぐるみの謎（前編）?, Nuigurumi no nazo (zenpen)) - (107) File 10. Il mistero del peluche (seconda parte) (ぬいぐるみの謎（後編）?, Nuigurumi no nazo (kōhen)) - (108) File 11. Il misterioso caso del lago Garyu (prima parte) (臥竜湖の怪事件（前編）?, Garyū-ko no kai jiken (zenpen)) - (109) File 12. il misterioso caso del lago Garyu (seconda parte) (臥竜湖の怪事件（後編）?, Garyū-ko no kai jiken (kōhen)) - Autori: Masaru Ōta, Ekoda Tantei-dan |                    |                   |

### Volumi 11-20
| 11 | 27 maggio 2000 | ISBN 4-09-142781-2 | 20 settembre 2012 |
| 11 | Capitoli - (110) File 1. La vita segreta degli alunni di scuola media (中学生活の死角?, Chūgaku seikatsu no shikaku) - (111) File 2. Il brindisi dell'amore e dell'odio (prima parte) (愛憎の乾杯（前編）?, Aizō no kanpai (zenpen)) - (112) File 3. Il brindisi dell'amore e dell'odio (seconda parte) (愛憎の乾杯（後編）?, Aizō no kanpai (kōhen)) - (113) File 4. La fidanzata scomparsa (prima parte) (消えた恋人（前編）?, Kieta koibito (zenpen)) - (114) File 5. La fidanzata scomparsa (seconda parte) (消えた恋人（後編）?, Kieta koibito (kōhen)) - (115) File 6. La divinazione (占い?, Uranai) - (116) File 7. La sfida lanciata dagli uomini in nero (黒の挑戦?, Kuro no chōsen) - (117) File 8. La trappola di un capolavoro (prima parte) (名作のワナ（前編）?, Meisaku no wana (zenpen)) - (118) File 9. La trappola di un capolavoro (seconda parte) (名作のワナ（後編）?, Meisaku no wana (kōhen)) - (119) File 10. Conto alla rovescia (カウントダウン?, Kauntodaun) - Autore: Eiichi Yamagishi |                    |                   |
| 12 | 25 dicembre 2000 | ISBN 4-09-142782-0 | 24 novembre 2012  |
| 12 | Capitoli - (120) File 1. La scomparsa dell'autore di romanzi d'amore (prima parte) (消えた恋愛小説家（前編）?, Kieta ren'ai shōsetsuka (zenpen)) - (121) File 2. La scomparsa dell'autore di romanzi d'amore (seconda parte) (消えた恋愛小説家（後編）?, Kieta ren'ai shōsetsuka (kōhen)) - (122) File 3. La staffetta mortale (死を呼ぶ駅伝大会?, Shi o yobu ekiden taikai) - (123) File 4. Il misterioso omicidio dell'incendio doloso (prima parte) (放火殺人の謎（前編）?, Hōka satsujin no nazo (zenpen)) - (124) File 5. Il misterioso omicidio dell'incendio doloso (seconda parte) (放火殺人の謎（後編）?, Hōka satsujin no nazo (kōhen)) - (125) File 6. Un'ora vuota (prima parte) (空白の1時間（前編）?, Kūhaku no ichi-jikan (zenpen)) - (126) File 7. Un'ora vuota (seconda parte) (空白の1時間（後編）?, Kūhaku no ichi-jikan (kōhen)) - (127) File 8. L'alibi dell'assassino (prima parte) (アリバイのある殺人者（前編）?, Aribai no aru satsujinsha (zenpen)) - (128) File 9. L'alibi dell'assassino (seconda parte) (アリバイのある殺人者（後編）?, Aribai no aru satsujinsha (kōhen)) - (129) File 10. L'isola dei fantasmi (prima parte) (幽霊の棲む島（前編）?, Yūrei no sumu shima (zenpen)) - (130) File 11. L'isola dei fantasmi (seconda parte) (幽霊の棲む島（後編）?, Yūrei no sumu shima (kōhen)) - Storia: Takahisa Taira; Disegni: Yutaka Abe, Denjirō Maru |                    |                   |
| 13 | 28 maggio 2001 | ISBN 4-09-142783-9 | -                 |
| 13 | Capitoli (traduzioni letterali dei titoli) - (131) File 1. La posta in arrivo scomparsa (prima parte) (消えた受信メール（前編)?, Kieta jushin Mēru (zenpen)) - (132) File 2. La posta in arrivo scomparsa (seconda parte) (消えた受信メール（後編）?, Kieta jushin Mēru (kōhen)) - (133) File 3. Le quattro parole chiave (prima parte) (4つのキーワード（前編）?, Yottsu no kiiwādo (zenpen)) - (134) File 4. Le quattro parole chiave (seconda parte) (4つのキーワード（後編）?, Yottsu no kiiwādo (kōhen)) - (135) File 5. La sfera nascosta (prima parte) (かくし球（前編）?, Kakushi kyū (zenpen)) - (136) File 6. La sfera nascosta (seconda parte) (かくし球（後編）?, Kakushi kyū (kōhen)) - (137) File 7. Il sapore pericoloso (prima parte) (危険な味（前編）?, Kiken na aji (zenpen)) - (138) File 8. Il sapore pericoloso (seconda parte) (危険な味（後編）?, Kiken na aji (kōhen)) - (139) File 9. Il metodo per gustare il vino di alta classe (prima parte) (高級ワインの楽しみ方（前編）?, Kōkyū Wain no tanoshimikata (zenpen)) - (140) File 10. Il metodo per gustare il vino di alta classe (seconda parte) (高級ワインの楽しみ方（後編）?, Kōkyū Wain no tanoshimikata (kōhen)) - (141) File 11. La minaccia della bomba alla famosa locanda giapponese (prima parte) (有名旅館爆破予告（前編）?, Yūmei ryokan bakuha yokoku (zenpen)) - (142) File 12. La minaccia della bomba alla famosa locanda giapponese (seconda parte) (有名旅館爆破予告（後編）?, Yūmei ryokan bakuha yokoku (kōhen)) - (143) File 13. Il francobollo raro (prima parte) (珍しい切手（前編）?, Mezurashii kitte (zenpen)) - (144) File 14. Il francobollo raro (seconda parte) (珍しい切手（後編）?, Mezurashii kitte (kōhen)) - Autore: Masaru Ōta, Ekoda Tantei-dan |                    |                   |
| 14 | 28 agosto 2001 | ISBN 4-09-142784-7 | -                 |
| 14 | Capitoli (traduzioni letterali dei titoli) - (145) File 1. Nella nebbia... (prima parte) (霧の中で…（前編）?, Kiri no naka de… (zenpen)) - (146) File 2. Nella nebbia... (seconda parte) (霧の中で…（後編）?, Kiri no naka de… (kōhen)) - (147) File 3. Il tesoro di famiglia (prima parte) (一族の宝（前編）?, Ichizoku no takara (zenpen)) - (148) File 4. Il tesoro di famiglia (seconda parte) (一族の宝（中編）?, Ichizoku no takara (chūhen)) - (149) File 5. Il tesoro di famiglia (terza parte) (一族の宝（後編）?, Ichizoku no takara (kōhen)) - (150) File 6. Il caso dell'omicidio della sala concerti (prima parte) (音楽堂殺人事件（前編）?, Ongakudō satsujin jiken (zenpen)) - (151) File 7. Il caso dell'omicidio della sala concerti (seconda parte) (音楽堂殺人事件（中編）?, Ongakudō satsujin jiken (chūhen)) - (152) File 8. Il caso dell'omicidio della sala concerti (terza parte) (音楽堂殺人事件（後編）?, Ongakudō satsujin jiken (kōhen)) - (153) File 9. Il segreto dello sparo (prima parte) (銃声のヒミツ（前編)?, Jūsei no himitsu (zenpen)) - (154) File 10. Il segreto dello sparo (seconda parte) (銃声のヒミツ（後編)?, Jūsei no himitsu (kōhen)) - (155) File 11. Il cadavere nascosto (死体隠蔽?, Shitai inpei) - Autore: Eiichi Yamagishi |                    |                   |
| 15 | 28 marzo 2002 | ISBN 4-09-142785-5 | -                 |
| 15 | Capitoli (traduzioni letterali dei titoli) - (156) File 1. L'ultimo mago (prima parte) (魔術師の最後（前編）?, Majutsushi no saigo (zenpen)) - (157) File 2. L'ultimo mago (seconda parte) (魔術師の最後（後編）?, Majutsushi no saigo (kōhen)) - (158) File 3. L'omicidio con bombardamento sulle montagne innevate (prima parte) (雪山の爆破殺人（前編）?, Yukiyama no bakuha satsujin (zenpen)) - (159) File 4. L'omicidio con bombardamento sulle montagne innevate (seconda parte) (雪山の爆破殺人（後編）?, Yukiyama no bakuha satsujin (kōhen)) - (160) File 5. Il mistero della nave galeone (prima parte) (ガレオン船の謎（前編）?, Gareonsen no nazo (zenpen)) - (161) File 6. Il mistero della nave galeone (seconda parte) (ガレオン船の謎（後編）?, Gareonsen no nazo (kōhen)) - (162) File 7. Le istruzioni dell'omicidio silenzioso (prima parte) (静かなる殺人命令（前編）?, Shizukanaru satsujin meirei (zenpen)) - (163) File 8. Le istruzioni dell'omicidio silenzioso (seconda parte) (静かなる殺人命令（後編）?, Shizukanaru satsujin meirei (kōhen)) - (164) File 9. Treno romantico, omicidio nello spazio di un secondo (prima parte) (ロマンス列車、秒間の殺人（前編）?, Romansu ressha, byōkan no satsujin (zenpen)) - (165) File 10. Treno romantico, omicidio nello spazio di un secondo (seconda parte) (ロマンス列車、秒間の殺人（後編）?, Romansu ressha, byōkan no satsujin (kōhen)) - (166) File 11. L'attentatore del terrore (prima parte) ((恐怖の爆弾魔（前編）?, Kyōfu no bakudan Ma (zenpen)) - (167) File 12. L'attentatore del terrore (seconda parte) (恐怖の爆弾魔（後編）?, Kyōfu no bakudan Ma (kōhen)) - Autore: Yutaka Abe, Denjirō Maru, Takahisa Taira |                    |                   |
| 16 | 28 agosto 2002 | ISBN 4-09-142786-3 | -                 |
| 16 | Capitoli (traduzioni letterali dei titoli) - (168) File 1. I 7 miliardi presi di mira (prima parte) (狙われた70億の足（前編）?, Nerawareta 70 oku no ashi (zenpen)) - (169) File 2. I 7 miliardi presi di mira (seconda parte) (狙われた70億の足（後編）?, Nerawareta 70 oku no ashi (kōhen)) - (170) File 3. Dolci e tè (prima parte) (お菓子とお茶（前編）?, Okashi to ocha (zenpen)) - (171) File 4. Dolci e tè (seconda parte) (お菓子とお茶（後編）?, Okashi to ocha (kōhen)) - (172) File 5. Tour del mistero (prima parte) (ミステリーツアー（前編）?, Misuterii Tsuā (zenpen)) - (173) File 6. Tour del mistero (seconda parte) (ミステリーツアー（後編）?, Misuterii Tsuā (kōhen)) - (174) File 7. Codice blu (prima parte) (青の暗号（前編）?, Ao no angō (zenpen)) - (175) File 8. Codice blu (seconda parte) (青の暗号（後編）?, Ao no angō (kōhen)) - (176) File 9. Il pericoloso aroma del caffè (prima parte) (コーヒーは危険な香り（前編）?, Kōhii wa kiken na kaori (zenpen)) - (177) File 10. Il pericoloso aroma del caffè (seconda parte) (コーヒーは危険な香り（後編）?, Kōhii wa kiken na kaori (kōhen)) - (178) File 11. Il messaggio dal re del gioco (prima parte) (ゲーム王からのメッセージ（前編）?, Gēmu-ō kara no Messēji (zenpen)) - (179) File 12. Il messaggio dal re del gioco (seconda parte) (ゲーム王からのメッセージ（後編） Gēmu-ō kara no Messēji (kōhen)?) - Autore: Masaru Ōta, Kazuhiro Kubota |                    |                   |
| 17 | 28 gennaio 2003 | ISBN 4-09-142787-1 | -                 |
| 17 | Capitoli (traduzioni letterali dei titoli) - (180) File 1. Il proiettile vagante (prima parte) (さまよえる銃弾（前編）?, Samayoeru jūdan (zenpen)) - (181) File 2. Il proiettile vagante (seconda parte) (さまよえる銃弾（後編）?, Samayoeru jūdan (kōhen)) - (182) File 3. Il testamento nel gioiello (宝石の中の遺言?, Hōseki no naka no yuigon) - (183) File 4. Omicidio nel vuoto (真空の殺人?, Shinkū no satsujin) - (184) File 5. Il caso del corpo esploso nella stanza chiusa (prima parte) (密室の人体爆発事件（前編）?, Misshitsu no jintai bakuhatsu jiken (zenpen)) - (185) File 6. Il caso del corpo esploso nella stanza chiusa (seconda parte) (密室の人体爆発事件（後編)?, Misshitsu no jintai bakuhatsu jiken (kōhen)) - (186) File 7. Il rapitore senza volto (prima parte) (姿なき誘拐犯（前編）?, Sugata naki yūkaihan (zenpen)) - (187) File 8. Il rapitore senza volto (seconda parte) (姿なき誘拐犯（後編）?, Sugata naki yūkaihan (kōhen)) - (188) File 9. Il caso dell'omicidio della pensione sul lago (prima parte) (湖はんペンション殺人事件（前編）?, Kohan Penshon satsujin jiken (zenpen)) - (189) File 10. Il caso dell'omicidio della pensione sul lago (seconda parte) (湖はんペンション殺人事件（後編）?, Kohan Penshon satsujin jiken (kōhen)) - (190) File 11. Da tipo 0 a tipo A (prima parte) (タイプOからタイプAへ（前編）?, Taipu O kara Taipu A e (zenpen)) - (191) File 12. Da tipo 0 a tipo A (seconda parte) (タイプOからタイプAへ（後編）?, Taipu O kara Taipu A e (kōhen)) - Autore: Yutaka Abe, Denjirō Maru, Takahisa Taira |                    |                   |
| 18 | 28 marzo 2003 | ISBN 4-09-142788-X | -                 |
| 18 | Capitoli (traduzioni letterali dei titoli) - (192) File 1. Ricerca per lo scarabeo rinoceronte d'oro!! (prima parte) (黄金のカブトムシを探せ！！（前編）?, Ougon no kabutomushi o sagase!! (Zenpen)) - (193) File 2. Ricerca per lo scarabeo rinoceronte d'oro!! (seconda parte) (黄金のカブトムシを探せ！！（後編）?, Ougon no kabutomushi o sagase!! (Kōhen)) - (194) File 3. Il caso dell'omicidio del demone di chiromanzia (prima parte) (悪魔の占い殺人事件（前編）?, Akuma no uranai satsujin jiken (zenpen)) - (195) File 4. Il caso dell'omicidio del demone di chiromanzia (seconda parte) (悪魔の占い殺人事件（後編）?, Akuma no uranai satsujin jiken (kōhen)) - (196) File 5. Il gioiello preso di mira (prima parte) (ねらわれた宝石（前編）?, Nerawareta hōseki (zenpen)) - (197) File 6. Il gioiello preso di mira (seconda parte) (ねらわれた宝石（後編）?, Nerawareta hōseki (kōhen)) - (198) File 7. Lo spot TV macchiato di sangue (prima parte) (血ぬられたテレビCM（前編）?, Chi nurareta Terebi CM (zenpen)) - (199) File 8. Lo spot TV macchiato di sangue (seconda parte) (血ぬられたテレビCM（後編）?, Chi nurareta Terebi CM (kōhen)) - (200) File 9. Il segreto di Cenerentola (prima parte) (シンデレラの秘密（前編）?, Shinderera no himitsu (zenpen)) - (201) File 10. Il segreto di Cenerentola (seconda parte) (シンデレラの秘密（後編）?, Shinderera no himitsu (kōhen)) - (202) File 11. La poker face che chiama la morte (prima parte) (死をよぶポーカーフェイス（前編）?, Shi o yobu Pōkāfeisu (zenpen)) - (203) File 12. La poker face che chiama la morte (seconda parte) (死をよぶポーカーフェイス（後編）?, Shi o yobu Pōkāfeisu (kōhen)) - (204) File 13. Il dentista pericoloso (prima parte) (危険な歯医者（前編）?, Kiken na haisha (zenpen)) - (205) File 14. Il dentista pericoloso (seconda parte) (危険な歯医者（後編）?, Kiken na haisha (kōhen)) - Autore: Masaru Ōta, Kazuhiro Kubota |                    |                   |
| 19 | 28 maggio 2003 | ISBN 4-09-142789-8 | -                 |
| 19 | Capitoli (traduzioni letterali dei titoli) - (206) File 1. Omicidio nel mondo gelido (prima parte) (極寒の世界の殺人（前編）?, Gokkan no sekai no satsujin (zenpen)) - (207) File 2. Omicidio nel mondo gelido (seconda parte) (極寒の世界の殺人（後編）?, Gokkan no sekai no satsujin (kōhen)) - (208) File 3. Scenario di morte (prima parte) (死のシナリオ（前編）?, Shi no Shinario (zenpen)) - (209) File 4. Scenario di morte (seconda parte) (死のシナリオ（後編）?, Shi no Shinario (kōhen)) - (210) File 5. La situazione disperata di Conan (prima parte) (コナン絶体絶命（前編）?, Konan zettai zetsumei (zenpen)) - (211) File 6. La situazione disperata di Conan (seconda parte) (コナン絶体絶命（中編）?, Konan zettai zetsumei (chūhen)) - (212) File 7. La situazione disperata di Conan (terza parte) (コナン絶体絶命（後編）?, Konan zettai zetsumei (kōhen)) - (213) File 8. Famoso detective VS crimine perfetto (prima parte) (名探偵VS完全犯罪（前編）?, Meitantei VS kanzen hanzai (zenpen)) - (214) File 9. Famoso detective VS crimine perfetto (seconda parte) (名探偵VS完全犯罪（後編）?, Meitantei VS kanzen hanzai (kōhen)) - (215) File 10. Il colpevole è #10 (犯人は背番号10?, Hannin wa sebangō 10) - Autore: Eiichi Yamagishi |                    |                   |
| 20 | 24 dicembre 2003 | ISBN 4-09-142790-1 | -                 |
| 20 | Capitoli (traduzioni letterali dei titoli) - (216) File 1. Il giradischi del cordoglio (prima parte) (哀しみのレコードプレーヤー（前編）?, Kanashimi no Rekōdo Purēyā (zenpen)) - (217) File 2. Il giradischi del cordoglio (seconda parte) (哀しみのレコードプレーヤー（後編）?, Kanashimi no Rekōdo Purēyā (kōhen)) - (218) File 3. Le lacrime di Eridano (prima parte) (エリダヌス座の涙（前編）?, Eridanusu za no namida (zenpen)) - (219) File 4. Le lacrime di Eridano (seconda parte) (エリダヌス座の涙（後編）?, Eridanusu za no namida (kōhen)) - (220) File 5. Le impronte lasciate (prima parte) (残された足跡（前編）?, Nokosareta ashiato (zenpen)) - (221) File 6. Le impronte lasciate (seconda parte) (残された足跡（後編）?, Nokosareta ashiato (kōhen)) - (222) File 7. Il cameo mancante e l'ora del crimine (prima parte) (消えたカメオと謎の犯行時間（前編）?, Kieta Kameo to nazo no hankō jikan (zenpen)) - (223) File 8. Il cameo mancante e l'ora del crimine (seconda parte) (消えたカメオと謎の犯行時間（後編）?, Kieta Kameo to nazo no hankō jikan (kōhen)) - (224) File 9. Falsa accusa: innocente del crimine (prima parte) (冤罪：無実の罪（前編）?, Enzai: Mujitsu no tsumi (zenpen)) - (225) File 10. Falsa accusa: innocente del crimine (seconda parte) (冤罪：無実の罪（後編）?, Enzai: Mujitsu no tsumi (kōhen)) - (226) File 11. Il mistero delle rovine sottomarine scomparse (prima parte) (海底遺跡と行方不明の謎（前編）?, Kaitei iseki to yukue fumei no nazo (zenpen)) - (227) File 12. Il mistero delle rovine sottomarine scomparse (seconda parte) (海底遺跡と行方不明の謎（後編）?, Kaitei iseki to yukue fumei no nazo (kōhen)) - Autore: Yutaka Abe, Denjirō Maru, Takahisa Taira |                    |                   |

### Volumi 21-30
| 21 | 1º aprile 2004 | ISBN 4-09-143191-7 |
| 21 | Capitoli (traduzioni letterali dei titoli) - (228) File 1. Rapina in taxi (prima parte) (強盗タクシー（前編）?, Gōtō Takushii (zenpen)) - (229) File 2. Rapina in taxi (seconda parte) (強盗タクシー（後編）?, Gōtō Takushii (kōhen)) - (230) File 3. Attenzione alla chitarra scadente (prima parte) (下手なギターにご用心（前編）?, Hetana Gitā ni goyōjin (zenpen)) - (231) File 4. Attenzione alla chitarra scadente (seconda parte) (下手なギターにご用心（後編）?, Hetana Gitā ni goyōjin (kōhen)) - (232) File 5. Lo spadaccino del silenzio (prima parte) (沈黙の剣士（前編）?, Chinmoku no kenshi (zenpen)) - (233) File 6. Lo spadaccino del silenzio (seconda parte) (沈黙の剣士（後編）?, Chinmoku no kenshi (kōhen)) - (234) File 7. La vittima maledetta (prima parte) (たたられた遭難者（前編）?, Tatarareta sōnansha (zenpen)) - (235) File 8. La vittima maledetta (seconda parte) (たたられた遭難者（後編）?, Tatarareta sōnansha (kōhen)) - (236) File 9. Il labirinto di Kyoto - La prova di forza del grande detective (prima parte) (迷宮の京都 名探偵対決（前編）?, Meikyū no Kyōto meitantei taiketsu (zenpen)) - (237) File 10. Il labirinto di Kyoto - La prova di forza del grande detective (seconda parte) (迷宮の京都 名探偵対決（後編）?, Meikyū no Kyōto meitantei taiketsu (kōhen)) - (238) File 11. L'arma mancante (prima parte) (消えた凶器（前編）?, Kieta kyōki (zenpen)) - (239) File 12. L'arma mancante (seconda parte) (消えた凶器（後編）?, Kieta kyōki (kōhen)) - Autore: Masaru Ōta, Kazuhiro Kubota                                                                                      |                    |
| 22 | 27 agosto 2004 | ISBN 4-09-143192-5 |
| 22 | Capitoli (traduzioni letterali dei titoli) - (240) File 1. Il cadavere mancante (prima parte) (消えた死体（前編）?, Kieta shitai (zenpen)) - (241) File 2. Il cadavere mancante (seconda parte) (消えた死体（後編）?, Kieta shitai (kōhen)) - (242) File 3. L'ombra guizzante nel buio (prima parte) (闇に蠢く影（前編）?, Yami ni ugomeku kage (zenpen)) - (243) File 4. L'ombra guizzante nel buio (seconda parte) (闇に蠢く影（中編）?, Yami ni ugomeku kage (chūhen)) - (244) File 5. L'ombra guizzante nel buio (terza parte) (闇に蠢く影（後編）?, Yami ni ugomeku kage (kōhen)) - (245) File 6. C'è un sacco di grandi detective!? (prima parte) (名探偵がいっぱい!?（前編）?, Meitantei ga ippai!? (Zenpen)) - (246) File 7. C'è un sacco di grandi detective!? (seconda parte) (名探偵がいっぱい!?（後編）?, Meitantei ga ippai!? (Kōhen)) - (247) File 8. L'assassino senza volto (prima parte) (顔のない殺し屋（前編）?, Kao no nai koroshiya (zenpen)) - (248) File 9. L'assassino senza volto (seconda parte) (顔のない殺し屋（後編）?, Kao no nai koroshiya (kōhen)) - (249) File 10. Trappola mortale (死のトラップ?, Shi no Torappu) - Autore: Eiichi Yamagishi |                    |
| 23 | 24 dicembre 2004 | ISBN 4-09-143193-3 |
| 23 | Capitoli (traduzioni letterali dei titoli) - (250) File 1. Il mistero della cartomante realizzata (prima parte) (的中占い師の謎（前編）?, Tekichū uranaishi no nazo (zenpen)) - (251) File 2. Il mistero della cartomante realizzata (seconda parte) (的中占い師の謎（後編）?, Tekichū uranaishi no nazo (kōhen)) - (252) File 3. Il mistero del falso biglietto di concerto (prima parte) (偽コンサートチケットの謎（前編）?, Nise Konsāto Chiketto no nazo (zenpen)) - (253) File 4. Il mistero del falso biglietto di concerto (seconda parte) (偽コンサートチケットの謎（後編）?, Nise Konsāto Chiketto no nazo (kōhen)) - (254) File 5. Il cinese preso di mira (prima parte) (狙われた中国人（前編）?, Nerawareta chūgokujin (zenpen)) - (255) File 6. Il cinese preso di mira (seconda parte) (狙われた中国人（後編）?, Nerawareta chūgokujin (kōhen)) - (256) File 7. La mummia risorta (prima parte) (よみがえるミイラ（前編）?, Yomigaeru miira (zenpen)) - (257) File 8. La mummia risorta (seconda parte) (よみがえるミイラ（後編）?, Yomigaeru miira (kōhen)) - (258) File 9. Il mistero del tuono e del corallo (prima parte) (雷と珊瑚の謎（前編）?, Kaminari to sango no nazo (zenpen)) - (259) File 10. Il mistero del tuono e del corallo (seconda parte) (雷と珊瑚の謎（後編）?, Kaminari to sango no nazo (kōhen)) - (260) File 11. Il gatto randagio scomparso (prima parte) (消えたノラネコ（前編）?, Kieta noraneko (zenpen)) - (261) File 12. Il gatto randagio scomparso (seconda parte) (消えたノラネコ（後編）?, Kieta noraneko (kōhen)) - Autore: Yutaka Abe, Denjirō Maru, Takahisa Taira                 |                    |
| 24 | 28 marzo 2005 | ISBN 4-09-143194-1 |
| 24 | Capitoli (traduzioni letterali dei titoli) - (262) File 1. La sfilata di sospetti (prima parte) (疑惑のファッションショー（前編）?, Giwaku no Fasshon Shō (zenpen)) - (263) File 2. La sfilata di sospetti (seconda parte) (疑惑のファッションショー（後編）?, Giwaku no Fasshon Shō (kōhen)) - (264) File 3. Il circuito A (prima parte) (サーキットのA（前編）?, Sākitto no A (zenpen)) - (265) File 4. Il circuito A (seconda parte) (サーキットのA（中編）?, Sākitto no A (chūhen)) - (266) File 5. Il circuito A (terza parte) (サーキットのA（後編）?, Sākitto no A (kōhen)) - (267) File 6. La verità nascosta del caso trasparente (prima parte) (透明ケースに隠された真実（前編）?, Tōmei Kēsu ni kakusareta shinjitsu (zenpen)) - (268) File 7. La verità nascosta del caso trasparente (seconda parte) (透明ケースに隠された真実（後編）?, Tōmei Kēsu ni kakusareta shinjitsu (kōhen)) - (269) File 8. La magia dell'e-mail mobile (prima parte) (魔の携帯メール（前編）?, Ma no keitai Mēru (zenpen)) - (270) File 9. La magia dell'e-mail mobile (seconda parte) (魔の携帯メール（後編）?, Ma no keitai Mēru (kōhen)) - (271) File 10. Il gioiello nascosto magicamente (prima parte) (宝石に秘められた奇術（前編）?, Hōseki ni himerareta kijutsu (zenpen)) - (272) File 11. Il gioiello nascosto magicamente (seconda parte) (宝石に秘められた奇術（中編）?, Hōseki ni himerareta kijutsu (chūhen)) - (273) File 12. Il gioiello nascosto magicamente (terza parte) (宝石に秘められた奇術（後編）?, Hōseki ni himerareta kijutsu (kōhen)) - Autore: Masaru Ōta, Kazuhiro Kubota                                         |                    |
| 25 | 26 aprile 2005 | ISBN 4-09-143195-X |
| 25 | Capitoli (traduzioni letterali dei titoli) - (274) File 1. L'"Hei" incidente nel bagno (prima parte) (お湯の中に～も、こりゃ事件（前編）?, Oyu no naka ni ~ Mo, korya jiken (zenpen)) - (275) File 2. L'"Hei" incidente nel bagno (seconda parte) (お湯の中に～も、こりゃ事件（後編）?, Oyu no naka ni ~ Mo, korya jiken (kōhen)) - (276) File 3. Il ladro invisibile (prima parte) (見えない強盗（前編）?, Mienai gōtō (zenpen)) - (277) File 4. Il ladro invisibile (seconda parte) (見えない強盗（後編）?, Mienai gōtō (kōhen)) - (278) File 5. Conan VS il demone bomber (prima parte) (コナンVS爆弾魔（前編）?, Konan VS bakudan ma (zenpen)) - (279) File 6. Conan VS il demone bomber (seconda parte) (コナンVS爆弾魔（後編）?, Konan VS bakudan ma (kōhen)) - (280) File 7. Il mistero della scomparsa misteriosa (prima parte) (神隠しの謎（前編）?, Kamigakushi no nazo (zenpen)) - (281) File 8. Il mistero della scomparsa misteriosa (seconda parte) (神隠しの謎（後編）?, Kamigakushi no nazo (kōhen)) - (282) File 9. L'appuntamento innaturale (prima parte) (不自然な待ち合わせ（前編）?, Fushizenna machiawase (zenpen)) - (283) File 10. L'appuntamento innaturale (seconda parte) (不自然な待ち合わせ（後編）?, Fushizenna machiawase (kōhen)) - (284) File 11. Dove si trova la foto di Maria-sama? (マリア様の絵はどこに？?, Maria-sama no e wa dokoni?) - Autore: Eiichi Yamagishi |                    |
| 26 | 24 dicembre 2005 | ISBN 4-09-140079-5 |
| 26 | Capitoli (traduzioni letterali dei titoli) - (285) File 1. Il codice di 30 anni fa (prima parte) (30年前の暗号（前編）?, 30-nen mae no angō (zenpen)) - (286) File 2. Il codice di 30 anni fa (seconda parte) (30年前の暗号（後編）?, 30-nen mae no angō (kōhen)) - (287) File 3. Esprimere un desiderio a una colomba... (prima parte) (鳩に願いを…（前編）?, Hato ni negai o… (zenpen)) - (288) File 4. Esprimere un desiderio a una colomba... (seconda parte) (鳩に願いを…（後編）?, Hato ni negai o… (kōhen)) - (289) File 5. La mano del male strisciante (prima parte) (忍びよる魔の手（前編）?, Shinobi yoru ma no te (zenpen)) - (290) File 6. La mano del male strisciante (seconda parte) (忍びよる魔の手（後編）?, Shinobi yoru ma no te (kōhen)) - (291) File 7. Sei già solo (prima parte) (もう1人の自分（前編）?, Mō hitori no jibun (zenpen)) - (292) File 8. Sei già solo (seconda parte) (もう1人の自分（後編）?, Mō hitori no jibun (kōhen)) - (293) File 9. Il desiderio di mettere sul dirigibile (prima parte) (飛行船にかけた願い（前編）?, Hikōsen ni kaketa negai (zenpen)) - (294) File 10. Il desiderio di mettere sul dirigibile (seconda parte) (飛行船にかけた願い（後編）?, Hikōsen ni kaketa negai (kōhen)) - (295) File 11. L'Organizzazione nera... rivelata (prima parte) (黒の組織…現る（前編）?, Kuro no soshiki… arawaru (zenpen)) - (296) File 12. L'Organizzazione nera... rivelata (seconda parte) (黒の組織…現る（後編）?, Kuro no soshiki… arawaru (kōhen)) - Autore: Yutaka Abe, Denjirō Maru, Takahisa Taira                                                                             |                    |
| 27 | 27 febbraio 2006 | ISBN 4-09-140094-9 |
| 27 | Capitoli (traduzioni letterali dei titoli) - (297) File 1. L'intrattenitore del crimine (prima parte) (犯罪エンターティナー（前編）?, Hanzai Entātinā (zenpen)) - (298) File 2. L'intrattenitore del crimine (seconda parte) (犯罪エンターティナー（後編）?, Hanzai Entātinā (kōhen)) - (299) File 3. La fata congelata (prima parte) (凍りついた妖精（前編）?, Kōritsuita yōsei (zenpen)) - (300) File 4. La fata congelata (seconda parte) (凍りついた妖精（後編）?, Kōritsuita yōsei (kōhen)) - (301) File 5. Il pericoloso aroma della brezza di mare (prima parte) (潮風は危険な香り（前編）?, Shiokaze wa kiken na kaori (zenpen)) - (302) File 6. Il pericoloso aroma della brezza di mare (seconda parte) (潮風は危険な香り（後編）?, Shiokaze wa kiken na kaori (kōhen)) - (303) File 7. Il triste colore del "dolore" (prima parte) (悲しき“哀”色（前編）?, Kanashiki "ai" iro (zenpen)) - (304) File 8. Il triste colore del "dolore" (seconda parte) (悲しき“哀”色（後編）?, Kanashiki "ai" iro (kōhen)) - (305) File 9. La stella rubata di Tanabata (prima parte) (盗まれた七夕の星（前編）?, Nusumareta Tanabata no hoshi (zenpen)) - (306) File 10. La stella rubata di Tanabata (seconda parte) (盗まれた七夕の星（後編）?, Nusumareta Tanabata no hoshi (kōhen)) - Autore: Masaru Ōta, Kazuhiro Kubota |                    |
| 28 | 27 ottobre 2006 | ISBN 4-09-140255-0 |
| 28 | Capitoli (traduzioni letterali dei titoli) - (307) File 1. Il A•L•N fatto rivivere (prima parte) (よみがえったA・L・N（前編）?, Yomigaetta A L N (zenpen)) - (308) File 2. Il A•L•N fatto rivivere (seconda parte) (よみがえったA・L・N（後編）?, Yomigaetta A L N (kōhen)) - (309) File 3. Il tesoro è molto meraviglioso (prima parte) (秘宝はとてもワンダフル！！（前編）?, Hihō wa totemo Wandafuru!! (Zenpen)) - (310) File 4. Il tesoro è molto meraviglioso (seconda parte) (秘宝はとてもワンダフル！！（後編）?, Hihō wa totemo Wandafuru!! (Kōhen)) - (311) File 5. La deliziosa trappola di San Valentino (prima parte) (バレンタインの甘い罠（前編）?, Barentain no amai wana (zenpen)) - (312) File 6. La deliziosa trappola di San Valentino (seconda parte) (バレンタインの甘い罠（後編）?, Barentain no amai wana (kōhen)) - (313) File 7. Il caso del rapimento del giocatore rappresentante della World Cup (prima parte) (W杯代表選手誘拐事件（前編）?, W-hai daihyō senshu yūkai jiken (zenpen)) - (314) File 8. Il caso del rapimento del giocatore rappresentante della World Cup (seconda parte) (W杯代表選手誘拐事件（後編）?, W-hai daihyō senshu yūkai jiken (kōhen)) - Autore: Masaru Ōta, Kazuhiro Kubota |                    |
| 29 | 25 dicembre 2006 | ISBN 4-09-140315-8 |
| 29 | Capitoli (traduzioni letterali dei titoli) - (315) File 1. Il tesoro del ninja (prima parte) (忍者の秘宝（前編）?, Ninja no hihō (zenpen)) - (316) File 2. Il tesoro del ninja (seconda parte) (忍者の秘宝（後編）?, Ninja no hihō (kōhen)) - (317) File 3. Le impronte di dinosauro e la statua di Maria (prima parte) (恐竜の足跡とマリア像（前編）?, Kyōryū no ashiato to Maria-zō (zenpen)) - (318) File 4. Le impronte di dinosauro e la statua di Maria (seconda parte) (恐竜の足跡とマリア像（後編）?, Kyōryū no ashiato to Maria-zō (kōhen)) - (319) File 5. Il riscatto scomparso nel mare del sud (prima parte) (南の海に消えた身代金（前編）?, Minami no umi ni kieta minoshirokin (zenpen)) - (320) File 6. Il riscatto scomparso nel mare del sud (seconda parte) (南の海に消えた身代金（後編）?, Minami no umi ni kieta minoshirokin (kōhen)) - (321) File 7. Il cadavere scomparso nel campeggio (prima parte) (キャンプ場に消えた死体（前編）?, Kyanpujō ni kieta shitai (zenpen)) - (322) File 8. Il cadavere scomparso nel campeggio (seconda parte) (キャンプ場に消えた死体（後編）?, Kyanpujō ni kieta shitai (kōhen)) - (323) File 9. Il bidello scomparso (prima parte) (消えた校務員さん（前編）?, Kieta kōmuin-san (zenpen)) - (324) File 10. Il bidello scomparso (seconda parte) (消えた校務員さん（後編）?, Kieta kōmuin-san (kōhen)) - (325) File 11. Le Detective Girls!? (prima parte) (少女探偵団!?（前編）?, Shōjo tantei-dan!? (Zenpen)) - (326) File 12. Le Detective Girls!? (seconda parte) (少女探偵団!?（後編）?, Shōjo tantei-dan!? (Kōhen)) - Autore: Yutaka Abe, Denjirō Maru, Takahisa Taira |                    |
| 30 | 28 novembre 2007 | ISBN 4-09-140415-4 |
| 30 | Capitoli (traduzioni letterali dei titoli) - (327) File 1. Il profumo dell'estate che chiama la morte (prima parte) (死を呼ぶ夏の香り（前編）?, Shi o yobu natsu no kaori (zenpen)) - (328) File 2. Il profumo dell'estate che chiama la morte (seconda parte) (死を呼ぶ夏の香り（後編）?, Shi o yobu natsu no kaori (kōhen)) - (329) File 3. Il caso del bombardamento continuo delle scarpe rosse (prima parte) (赤い靴連続爆破事件（前編）?, Akai kutsu renzoku bakuha jiken (zenpen)) - (330) File 4. Il caso del bombardamento continuo delle scarpe rosse (seconda parte) (赤い靴連続爆破事件（後編）?, Akai kutsu renzoku bakuha jiken (kōhen)) - (331) File 5. L'ascensore per l'inferno (prima parte) (地獄行きエレベーター（前編）?, Jigoku iki Erebētā (zenpen)) - (332) File 6. L'ascensore per l'inferno (seconda parte) (地獄行きエレベーター（後編）?, Jigoku iki Erebētā (kōhen)) - (333) File 7. Otto fotografie (prima parte) (8枚の写真（前編）?, 8-mai no shashin (zenpen)) - (334) File 8. Otto fotografie (seconda parte) (8枚の写真（後編）?, 8-mai no shashin (kōhen)) - (335) File 9. Fredda assassina (prima parte) (冷たい殺意（前編）?, Tsumetai satsui (zenpen)) - (336) File 10. Fredda assassina (seconda parte) (冷たい殺意（後編）?, Tsumetai satsui (kōhen)) - (337) File 11. Il tesoro rubato del pirata (prima parte) (盗まれた海賊の宝（前編）?, Nusumareta kaizoku no takara (zenpen)) - (338) File 12. Il tesoro rubato del pirata (seconda parte) (盗まれた海賊の宝（後編）?, Nusumareta kaizoku no takara (kōhen)) - Autore: Masaru Ōta, Kazuhiro Kubota                                      |                    |

### Volumi 31-40
| 31 | 25 dicembre 2007 | ISBN 4-09-140457-X     |
| 31 | Capitoli (traduzioni letterali dei titoli) - (339) File 1. Kaito Kid e il mistero del gioiello nero (prima parte) (怪盗キッドと黒い宝石の謎（前編）?, Kaitō Kiddo to kuroi hōseki no nazo (zenpen)) - (340) File 2. Kaito Kid e il mistero del gioiello nero (seconda parte) (怪盗キッドと黒い宝石の謎（後編）?, Kaitō Kiddo to kuroi hōseki no nazo (kōhen)) - (341) File 3. L'orologio a pendolo (prima parte) (おじいさんの古時計（前編）?, Ojiisan no furudokei (zenpen)) - (342) File 4. L'orologio a pendolo (seconda parte) (おじいさんの古時計（後編）?, Ojiisan no furudokei (kōhen)) - (343) File 5. La squadra di sicurezza presa di mira (prima parte) (狙われた防犯訓練（前編）?, Nerawareta bōhan kunren (zenpen)) - (344) File 6. La squadra di sicurezza presa di mira (seconda parte) (狙われた防犯訓練（後編）?, Nerawareta bōhan kunren (kōhen)) - (345) File 7. Il villaggio dove il metallo scompare (prima parte) (金属が消える村（前編）?, Kinzoku ga kieru mura (zenpen)) - (346) File 8. Il villaggio dove il metallo scompare (seconda parte) (金属が消える村（後編）?, Kinzoku ga kieru mura (kōhen)) - (347) File 9. Il mistero della combustione spontanea (prima parte) (謎の人体発火（前編）?, Nazo no jintai hakka (zenpen)) - (348) File 10. Il mistero della combustione spontanea (seconda parte) (謎の人体発火（後編）?, Nazo no jintai hakka (kōhen)) - (349) File 11. Il tesoro di Masayuki Yoshihi (prima parte) (由比正雪の財宝（前編）?, Yoshihi Masayuki no zaihō (zenpen)) - (350) File 12. Il tesoro di Masayuki Yoshihi (seconda parte) (由比正雪の財宝（後編）?, Yoshihi Masayuki no zaihō (kōhen)) - Autore: Yutaka Abe, Denjirō Maru, Takahisa Taira |                        |
| 32 | 28 novembre 2008 | ISBN 4-09-140730-7     |
| 32 | Capitoli (traduzioni letterali dei titoli) - (351) File 1. Il caso dell'omicidio del museo degli origami (prima parte) (折り紙館殺人事件（前編）?, Origamikan satsujin jiken (zenpen)) - (352) File 2. Il caso dell'omicidio del museo degli origami (seconda parte) (折り紙館殺人事件（後編）?, Origamikan satsujin jiken (kōhen)) - (353) File 3. Gli enormi fuochi d'artificio scomparsi (prima parte) (消えた巨大花火（前編）?, Kieta kyodai hanabi (zenpen)) - (354) File 4. Gli enormi fuochi d'artificio scomparsi (seconda parte) (消えた巨大花火（後編）?, Kieta kyodai hanabi (kōhen)) - (355) File 5. Il ragazzo portato via dallo spirito dell'albero (prima parte) (杉の精にさらわれた少年（前編）?, Sugi no sei ni sarawareta shōnen (zenpen)) - (356) File 6. Il ragazzo portato via dallo spirito dell'albero (seconda parte) (杉の精にさらわれた少年（後編）?, Sugi no sei ni sarawareta shōnen (kōhen)) - (357) File 7. Il caso dell'omicidio del combattente più forte (prima parte) (最強格闘家殺人事件（前編）?, Saikyō kakutōka satsujin jiken (zenpen)) - (358) File 8. Il caso dell'omicidio del combattente più forte (seconda parte) (最強格闘家殺人事件（後編）?, Saikyō kakutōka satsujin jiken (kōhen)) - (359) File 9. Il fantasma ottiene la SL (prima parte) (SLに乗った亡霊（前編）?, SL ni notta bōrei (zenpen)) - (360) File 10. Il fantasma ottiene la SL (seconda parte) (SLに乗った亡霊（後編）?, SL ni notta bōrei (kōhen)) - (361) File 11. La melodia del pianoforte maledetto (prima parte) (呪われたピアノの旋律（前編）?, Norowareta Piano no senritsu (zenpen)) - (362) File 12. La melodia del pianoforte maledetto (seconda parte) (呪われたピアノの旋律（後編）?, Norowareta Piano no senritsu (kōhen)) - Autore: Masaru Ōta, Kazuhiro Kubota |                        |
| 33 | 25 dicembre 2008 | ISBN 4-09-140745-5     |
| 33 | Capitoli (traduzioni letterali dei titoli) - (363) File 1. Il capolavoro mancante (prima parte) (行方不明の名画（前編）?, Yukue fumei no meiga (zenpen)) - (364) File 2. Il capolavoro mancante (seconda parte) (行方不明の名画（後編）?, Yukue fumei no meiga (kōhen)) - (365) File 3. SOS in bottiglia (prima parte) (ビンに入っていたSOS（前編）?, Bin ni haitte ita SOS (zenpen)) - (366) File 4. SOS in bottiglia (seconda parte) (ビンに入っていたSOS（後編）?, Bin ni haitte ita SOS (kōhen)) - (367) File 5. Il maledetto legno fragrante (prima parte) (のろわれた香木（前編）?, Norowareta kōboku (zenpen)) - (368) File 6. Il maledetto legno fragrante (seconda parte) (のろわれた香木（後編）?, Norowareta kōboku (kōhen)) - (369) File 7. Il segreto della casa meccanica (prima parte) (カラクリ屋敷のヒミツ（前編）?, Karakuri yashiki no himitsu (zenpen)) - (370) File 8. Il segreto della casa meccanica (seconda parte) (カラクリ屋敷のヒミツ（後編）?, Karakuri yashiki no himitsu (kōhen)) - (371) File 9. Il caso dell'incendio doloso dello spirito seriale (prima parte) (連続人魂放火事件（前編）?, Renzoku hitodama hōka jiken (zenpen)) - (372) File 10. Il caso dell'incendio doloso dello spirito seriale (seconda parte) (連続人魂放火事件（後編）?, Renzoku hitodama hōka jiken (kōhen)) - (373) File 11. Orchidee in fiore nella foresta della strega (prima parte) (ランの花咲く魔女の森（前編）?, Ran no hanasaku majo no mori (zenpen)) - (374) File 12. Orchidee in fiore nella foresta della strega (seconda parte) (ランの花咲く魔女の森（後編）?, Ran no hanasaku majo no mori (kōhen)) - Autore: Masaru Ōta, Denjirō Maru, Takahisa Taira |                        |
| 34 | 28 luglio 2009 | ISBN 4-09-140813-3     |
| 34 | Capitoli (traduzioni letterali dei titoli) - (375) File 1. Il concerto per il grande detective (prima parte) (名探偵協奏曲（前編）?, Meitantei kyōsōkyoku (zenpen)) - (376) File 2. Il concerto per il grande detective (seconda parte) (名探偵協奏曲（後編）?, Meitantei kyōsōkyoku (kōhen)) - (377) File 3. L'inaudito gemito della casa (prima parte) (耳なし屋敷のうめき声（前編）?, Mimi nashi yashiki no umekigoe (zenpen)) - (378) File 4. L'inaudito gemito della casa (seconda parte) (耳なし屋敷のうめき声（後編）?, Mimi nashi yashiki no umekigoe (kōhen)) - (379) File 5. Il calcio d'inizio alla tragedia (prima parte) (惨劇へのキックオフ（前編）?, Sangeki e no kikkuofu (zenpen)) - (380) File 6. Il calcio d'inizio alla tragedia (seconda parte) (惨劇へのキックオフ（後編）?, Sangeki e no kikkuofu (kōhen)) - (381) File 7. Nero e bianco Natale (prima parte) (ブラック&ホワイトクリスマス（前編）?, Burakku & Howaito Kurisumasu (zenpen)) - (382) File 8. Nero e bianco Natale (seconda parte) (ブラック&ホワイトクリスマス（後編）?, Burakku & Howaito Kurisumasu (kōhen)) - (383) File 9. L'aumento della maledizione di masterizzazione (prima parte) (燃えあがる呪い（前編）?, Moe agaru noroi (zenpen)) - (384) File 10. L'aumento della maledizione di masterizzazione (seconda parte) (燃えあがる呪い（後編）?, Moe agaru noroi (kōhen)) - (385) File 11. L'inseguitore corvino (prima parte) (黒い追跡者（チェイサー）（前編）?, Kuroi tsuisekisha (Cheisā) (zenpen)) - (386) File 12. L'inseguitore corvino (seconda parte) (黒い追跡者（チェイサー）（後編）?, Kuroi tsuisekisha (Cheisā) (kōhen)) - Autore: Masaru Ōta, Kazuhiro Kubota |                        |
| 35 | 25 dicembre 2009 | ISBN 4-09-140878-8     |
| 35 | Capitoli (traduzioni letterali dei titoli) - (387) File 1. Il tesoro nascosto nel castello di Osaka (prima parte) (大阪城に隠された宝（前編）?, Ōsakajō ni kakusareta takara (zenpen)) - (388) File 2. Il tesoro nascosto nel castello di Osaka (seconda parte) (大阪城に隠された宝（後編）?, Ōsakajō ni kakusareta takara (kōhen)) - (389) File 3. L'avvocatessa presa di mira (prima parte) (狙われた女弁護士（前編）?, Nerawareta onna bengoshi (zenpen)) - (390) File 4. L'avvocatessa presa di mira (seconda parte) (狙われた女弁護士（後編）?, Nerawareta onna bengoshi (kōhen)) - (391) File 5. Un caso di scomparsa! La chiave per il caso è un'ape!? (prima parte) (失踪事件発生！事件のカギはハチ！？（前編）?, Shissō jiken hassei! Jiken no kagi wa hachi!? (Zenpen)) - (392) File 6. Un caso di scomparsa! La chiave per il caso è un'ape!? (seconda parte) (失踪事件発生！事件のカギはハチ！？（後編）?, Shissō jiken hassei! Jiken no kagi wa hachi!? (Kōhen)) - (393) File 7. La sfortuna attacca la famiglia di Genta (prima parte) (元太一家を襲った災難（前編）?, Genta ikka o osotta sainan (zenpen)) - (394) File 8. La sfortuna attacca la famiglia di Genta (seconda parte) (元太一家を襲った災難（後編）?, Genta ikka o osotta sainan (kōhen)) - (395) File 9. Proteggere il transatlantico di lusso dal virus (prima parte) (豪華客船をウイルスから守れ（前編）?, Gōka kyakusen o Uirusu kara mamore (zenpen)) - (396) File 10. Proteggere il transatlantico di lusso dal virus (seconda parte) (豪華客船をウイルスから守れ（後編）?, Gōka kyakusen o Uirusu kara mamore (kōhen)) - (397) File 11. I Detective Boys VS il grande detective Kotaro (prima parte) (少年探偵団VS名探偵小太郎（前編）?, Shōnen tantei-dan VS meitantei Kotarō (zenpen)) - (398) File 12. I Detective Boys VS il grande detective Kotaro (seconda parte) (少年探偵団VS名探偵小太郎（後編）?, Shōnen tantei-dan VS meitantei Kotarō (kōhen)) - Autore: Yutaka Abe, Denjirō Maru, Takahisa Taira |                        |
| 36 | 28 luglio 2010 | ISBN 978-4-09-141056-6 |
| 36 | Capitoli (traduzioni letterali dei titoli) - (399) File 1. L'incubo del Blue Train (prima parte) (ブルートレインの悪夢（前編）?, Buruu Torein no akumu (zenpen)) - (400) File 2. L'incubo del Blue Train (seconda parte) (ブルートレインの悪夢（中編）?, Buruu Torein no akumu (chūhen)) - (401) File 3. L'incubo del Blue Train (terza parte) (ブルートレインの悪夢（後編）?, Buruu Torein no akumu (kōhen)) - (402) File 4. Il cellulare mancante (消えた携帯電話?, Kieta geitaidenwa) - (403) File 5. Il testimone oculare attraverso la finestra (prima parte) (窓越しの目撃者（前編）?, Mado-goshi no mokugeki-sha (zenpen)) - (404) File 6. Il testimone oculare attraverso la finestra (seconda parte) (窓越しの目撃者（後編）?, Mado-goshi no mokugeki-sha (kōhen)) - (405) File 7. La canzone mortale degli dei (prima parte) (死を招く天神の歌（前編）?, Shi o maneku tenjin no Uta (Zenpen)) - (406) File 8. La canzone mortale degli dei (seconda parte) (死を招く天神の歌（後編）?, Shi o maneku tenjin no uta (kōhen)) - (407) File 9. Il capolavoro mancante nell'acqua (prima parte) (水に消えた名画（前編）?, Mizu ni kieta meiga (zenpen)) - (408) File 10. Il capolavoro mancante nell'acqua (seconda parte) (水に消えた名画（後編）?, Mizu ni kieta meiga (kōhen)) - (409) File 11. La dorata nave perduta (prima parte) (黄金の難破船（ロストシップ）（前編）?, Kogane no nanbasen (Rosuto Shippu) (zenpen)) - (410) File 12. La dorata nave perduta (seconda parte) (黄金の難破船（ロストシップ）（後編）?, Kogane no nanbasen (Rosuto Shippu) (kōhen)) - Autore: Masaru Ōta, Kazuhiro Kubota |                        |
| 37 | 28 novembre 2011 | ISBN 978-4-09-141368-0 |
| 37 | Capitoli (traduzioni letterali dei titoli) - (411) File 1. La disperata situazione del rondo (prima parte) (絶体絶命の輪舞曲（前編）?, Zettaizetsumei no Rondo (zenpen)) - (412) File 2. La disperata situazione del rondo (seconda parte) (絶体絶命の輪舞曲（後編）?, Zettaizetsumei no Rondo (kōhen)) - Yonkoma 1: Qualcosa per (サムシングフォー?, Samushingu Fō) - (413) File 3. Porte chiuse (prima parte) (閉ざされた扉（前編）?, Tozasareta tobira (zenpen)) - (414) File 4. Porte chiuse (seconda parte) (閉ざされた扉（後編）?, Tozasareta tobira (kōhen)) - Yonkoma 2: Air Power!? (空気の力！？?, Kūki no chikara!?) - (415) File 5. Le auto d'epoca mancanti (prima parte) (消えたクラシックカー（前編）?, Kieta Kurashikku Kā (zenpen)) - (416) File 6. Le auto d'epoca mancanti (seconda parte) (消えたクラシックカー（後編）?, Kieta Kurashikku Kā (kōhen)) - Yonkoma 3: Ma una macchina è solo una macchina...... (車は車でも……?, Kuruma wa kuruma demo......) - (417) File 7. Dinosauri e un Mitsuhiko mancante (prima parte) (恐竜と消えた光彦（前編）?, Kyōryū to kieta Mitsuhiko (zenpen)) - (418) File 8. Dinosauri e un Mitsuhiko mancante (seconda parte) (恐竜と消えた光彦（後編）?, Kyōryū to kieta Mitsuhiko (kōhen)) - Yonkoma 4: Divertirsi con un dinosauro (恐竜より遊び?, Kyōryū Yori Asobi) - (419) File 9. Il fantasma che ferma il tempo (prima parte) (時をとめた亡霊（前編）?, Toki o tometa bōrei (zenpen)) - (420) File 10. Il fantasma che ferma il tempo (seconda parte) (時をとめた亡霊（後編）?, Toki o tometa bōrei (kōhen)) - Yonkoma 5: Diventare più grande è... (大きくなるには…?, Ōkiku naru ni wa…) - (421) File 11. 15 ore di silenzio (prima parte) (沈黙の１５時間（前編）?, Chinmoku no 15-jikan (zenpen)) - (422) File 12. 15 ore di silenzio (seconda parte) (沈黙の１５時間（後編）?, Chinmoku no 15-jikan (kōhen)) - Yonkoma 6: La torre più grande del Giappone (日本一の塔?, Nipponichi no Tō) - Autore: Masaru Ōta, Kazuhiro Kubota    |                        |
| 38 | 27 luglio 2012 | ISBN 978-4-09-141460-1 |
| 38 | Capitoli (traduzioni letterali dei titoli) - (423) File 1. Il grande detective Genta (prima parte) (名探偵ゲンタ（後編）?, Meitantei Genta (zenpen)) - (424) File 2. Il grande detective Genta (seconda parte) (名探偵ゲンタ（後編）?, Meitantei Genta (kōhen)) - (425) File 3. La sanguinosa casa piatta (prima parte) (血まみれの皿屋敷（前編）?, Chimamire no sara yashiki (zenpen)) - (426) File 4. La sanguinosa casa piatta (seconda parte) (血まみれの皿屋敷（後編）?, Chimamire no sara yashiki (kōhen)) - (427) File 5. La coppia di Shinigami (prima parte) (ペアの死神（前編）?, Pea no Shinigami (zenpen)) - (428) File 6. La coppia di Shinigami (seconda parte) (ペアの死神（後編）?, Pea no Shinigami (kōhen)) - (429) File 7. La ragione del silenzio (prima parte) (沈黙の理由（前編）?, Chinmoku no riyū (zenpen)) - (430) File 8. La ragione del silenzio (seconda parte) (沈黙の理由（後編）?, Chinmoku no riyū (kōhen)) - (431) File 9. Il cecchino scomparso (prima parte) (消えたスナイパー（前編）?, Kieta Sunaipā (zenpen)) - (432) File 10. Il cecchino scomparso (seconda parte) (消えたスナイパー（後編）?, Kieta Sunaipā (kōhen)) - (433) File 11. Il saluto di S (Sの挨拶?, S no aisatsu) - Autore: Masaru Ōta, Kazuhiro Kubota |                        |
| 39 | 28 ottobre 2014 | ISBN 978-4-09-141830-2 |
| 39 | Capitoli (traduzioni letterali dei titoli) - (434) File 1. I due manifesti (prima parte) (２通の予告状（前編）?, Futatsū no yokokujō (zenpen)) - (435) File 2. I due manifesti (seconda parte) (２通の予告状（後編）?, Futatsū no yokokujō (kōhen)) - (436) File 3. Auguri di Natale (prima parte) (聖夜の願い（前編）?, Seiya no negai (zenpen)) - (437) File 4. Auguri di Natale (seconda parte) (聖夜の願い（後編）?, Seiya no negai (kōhen)) - (438) File 5. Amaro San Valentino (prima parte) (ビター・バレンタイン（前編）?, Bitā Barentain (zenpen)) - (439) File 6. Amaro San Valentino (seconda parte) (ビター・バレンタイン（後編）?, Bitā Barentain (kōhen)) - (440) File 7. Il fuggitivo dimensionale (prima parte) (異次元の逃亡者（前編）?, Ijigen no tōbōsha (zenpen)) - (441) File 8. Il fuggitivo dimensionale (seconda parte) (異次元の逃亡者（後編）?, Ijigen no tōbōsha (kōhen)) - (442) File 9. L'attaccante scomparso (prima parte) (消えたストライカー（前編）?, Kieta Sutoraikā (zenpen)) - (443) File 10. L'attaccante scomparso (seconda parte) (消えたストライカー（後編）?, Kieta Sutoraikā (kōhen)) - (444) File 11. La casa di Bakeneko (prima parte) (化け猫の館（前編）?, Bakeneko no yakata (zenpen)) - (445) File 12. La casa di Bakeneko (seconda parte) (化け猫の館（後編）?, Bakeneko no yakata (kōhen)) - Autore: Masaru Ōta, Kazuhiro Kubota |                        |
| 40 | 28 dicembre 2015 | ISBN 978-4-09-142108-1 |
| 40 | Capitoli (traduzioni letterali dei titoli) - (446) File 1. Feroce angelo della morte (prima parte) (死の猛獣使い（前篇）?, Shi no mōjūtsukai (zenpen)) - (447) File 2. Feroce angelo della morte (seconda parte) (死の猛獣使い（后篇）?, Shi no mōjūtsukai (kisaki-hen)) - (448) File 3. Proteggere la stella della notte di Natale (prima parte) (聖夜の星を守れ（前篇）?, Seiya no hoshi o mamore (zenpen)) - (449) File 4. Proteggere la stella della notte di Natale (seconda parte) (聖夜の星を守れ（后篇）?, Seiya no hoshi o mamore (kisaki-hen)) - (450) File 5. La caccia del mago (prima parte) (魔術師の追え（前篇）?, Majutsushi no oe (zenpen)) - (451) File 6. La caccia del mago (seconda parte) (魔術師の追え（后篇）?, Majutsushi no oe (kisaki-hen)) - (452) File 7. Brutto girasole (prima parte) (みにくいヒマワリ（前篇）?, Minikui himawari (zenpen)) - (453) File 8. Brutto girasole (seconda parte) (みにくいヒマワリ（后篇）?, Minikui himawari (kisaki-hen)) - (454) File 9. Trappola del gioco di fuga (prima parte) (脱出ゲームのワナ（前篇）?, Dasshutsu gēmu no wana (zenpen)) - (455) File 10. Trappola del gioco di fuga (seconda parte) (脱出ゲームのワナ（后篇）?, Dasshutsu gēmu no wana (kisaki-hen)) - (456) File 11. Fermare il drone (prima parte) (ドローンを止めろ（前篇）?, Dorōn o yamero (zenpen)) - (457) File 12. Fermare il drone (seconda parte) (ドローンを止めろ（后篇）?, Dorōn o yamero (kisaki-hen)) - Autore: Masaru Ōta, Kazuhiro Kubota |                        |

### Volumi 41-in corso
Questa lista è suscettibile di variazioni e potrebbe essere incompleta o non aggiornata.

| 41 | 28 ottobre 2016 | ISBN 978-4-09-142237-8 |
| 41 | Capitoli (traduzioni letterali dei titoli) - (458) File 1. Benvenuti alla festa di Halloween (prima parte) (ハロウィンパーティへようこそ（前篇）?, Harouinpātī e yōkoso (zenpen)) - (459) File 2. Benvenuti alla festa di Halloween (seconda parte) (ハロウィンパーティへようこそ（后篇）?, Harouinpātī e yōkoso (kisaki-hen)) - (460) File 3. Il tesoro di Sarutobi Sasuke (prima parte) (猿飛佐助の宝（前篇）?, Sarutobi Sasuke no takara (zenpen)) - (461) File 4. Il tesoro di Sarutobi Sasuke (seconda parte) (猿飛佐助の宝（后篇）?, Sarutobi Sasuke no takara (kisaki-hen)) - (462) File 5. Detective Ayumi (prima parte) (名探偵アユミ（前篇）?, Meitantei Ayumi (zenpen)) - (463) File 6. Detective Ayumi (seconda parte) (名探偵アユミ（后篇）?, Meitantei Ayumi (kisaki-hen)) - (464) File 7. Detective bianco (prima parte) (白の名探偵（前篇）?, Shiro no meitantei (zenpen)) - (465) File 8. Detective bianco (seconda parte) (白の名探偵（后篇）?, Shiro no meitantei (kisaki-hen)) - (466) File 9. La maledizione delle sirene (prima parte) (セイレーソの呪い（前篇）?, Seirēn no noroi (zenpen)) - (467) File 10. La maledizione delle sirene (seconda parte) (セイレーソの呪い（后篇）?, Seirēn no noroi (kisaki-hen)) - (468) File 11. Ombra in agguato a bordo (船上にひそむ影?, Senjō ni hisomu kage) - Autore: Masaru Ōta, Kazuhiro Kubota                                       |                        |
| 42 | 28 luglio 2017 | ISBN 978-4-09-142409-9 |
| 42 | Capitoli (traduzioni letterali dei titoli) - (469) File 1. Fuochi d'artificio di morte nera (prima parte) (黒い死の花火（前編）?, Kuroi shi no hanabi (zenpen)) - (470) File 2. Fuochi d'artificio di morte nera (seconda parte) (黒い死の花火（後編）?, Kuroi shi no hanabi (kōhen)) - (471) File 3. Tesori della casa Karuta (prima parte) (カルタ屋敷の秘宝（前編）?, Karuta yashiki no hihō (zenpen)) - (472) File 4. Tesori della casa Karuta (seconda parte) (カルタ屋敷の秘宝（後編）?, Karuta yashiki no hihō (kōhen)) - (473) File 5. Il rastrello del gallo è un evento d'amore (prima parte) (酉の熊手がいのちとり（前編）?, Tori no kumade ga inochi-tori (zenpen)) - (474) File 6. Il rastrello del gallo è un evento d'amore (seconda parte) (酉の熊手がいのちとり（後編）?, Tori no kumade ga inochi-tori (kōhen)) - (475) File 7. La cicatrice sul ghiaccio (prima parte) (氷上の傷あと（前編）?, Hikami no Kkzuato (zenpen)) - (476) File 8. La cicatrice sul ghiaccio (seconda parte) (氷上の傷あと（後編）?, Hikami no kizuato (kōhen)) - (477) File 9. Un avversario marrone (prima parte) (褐色の好敵手（前編）?, Kasshoku no Raibaru (zenpen)) - (478) File 10. Un avversario marrone (seconda parte) (褐色の好敵手（後編）?, Kasshoku no Raibaru (kōhen)) - (479) File 11. Il professore scomparso (消えた博士?, Shō eta hakase) - Autore: Masaru Ōta, Kazuhiro Kubota           |                        |
| 43 | 28 maggio 2018 | ISBN 978-4-09-142674-1 |
| 43 | Capitoli (traduzioni letterali dei titoli) - (480) File 1. Dio del dio rosso (prima parte) (赤神さまのたたり（前篇）?, Aka kamisama no tatari (Zenpen)) - (481) File 2. Dio del dio rosso (seconda parte) (赤神さまのたたり（后篇）?, Aka kamisama no tatari (Kisaki-hen)) - (482) File 3. Un pezzo di rinascita (prima parte) (起死回生の一手（前篇）?, Kishikaisei no itte (Zenpen)) - (483) File 4. Un pezzo di rinascita (seconda parte) (起死回生の一手（后篇）?, Kishikaisei no itte (Kisaki-hen)) - (484) File 5. Caso magico di una casa del Buddha (prima parte) (奇ノ孤館殺人事件（前篇）?, Ki no ko-kan satsujin jiken (Zenpen)) - (485) File 6. Caso magico di una casa del Buddha (seconda parte) (奇ノ孤館殺人事件（后篇）?, Ki no ko-kan satsujin jiken (Kisaki-hen)) - (486) File 7. Mago del cubetto di ghiaccio (prima parte) (氷塊の奇術師（前篇）?, Hyōkai no kijutsu-shi (Zenpen)) - (487) File 8. Mago del cubetto di ghiaccio (seconda parte) (氷塊の奇術師（后篇）?, Hyōkai no kijutsu-shi (Kisaki-hen)) - (488) File 9. Black White Day (prima parte) (ブラックホワイトデー（前篇）?, Burakkuhowaitodē (Zenpen)) - (489) File 10. Black White Day (al centro) (ブラックホワイトデー（中篇）?, Burakkuhowaitodē (Chūhen)) - (490) File 11. Black White Day (seconda parte) (ブラックホワイトデー（后篇）?, Burakkuhowaitodē (Kisaki-hen)) - Autore: Masaru Ōta, Kazuhiro Kubota |                        |
| 44 | 26 aprile 2019 | ISBN 978-4-09-143015-1 |
| 44 | Capitoli (traduzioni letterali dei titoli) - (491) File 1. Malachite a bordo (prima parte) (船上の孔雀石（前篇）?, Senjō no kujakuseki (Zenpen)) - (492) File 2. Malachite a bordo (seconda parte) (船上の孔雀石（中篇）?, Senjō no kujakuseki (Chūhen)) - (493) File 3. Malachite a bordo (terza parte) (船上の孔雀石（后篇）?, Senjō no kujakuseki (Kisaki-hen)) - (494) File 4. L'ultima carta vincente (prima parte) (最後の切り札（前篇）?, Saigo no kirifuda (Zenpen)) - (495) File 5. L'ultima carta vincente (seconda parte) (最後の切り札（后篇）?, Saigo no kirifuda (Kisaki-hen)) - (496) File 6. Deposito di Shoguso (prima parte) (ショーグソの黃金（前篇）?, Shōguso no kogane (Zenpen)) - (497) File 7. Deposito di Shoguso (seconda parte) (ショーグソの黃金（中篇）?, Shōguso no kogane (Chūhen)) - (498) File 8. Deposito di Shoguso (terza parte) (ショーグソの黃金（后篇）?, Shōguso no kogane (Kisaki-hen)) - (499) File 9. Deposito di Shoguso (quarta parte) (ショーグソの黃金（解決篇）?, Shōguso no kogane(Kaiketsu-hen)) - (500) File 10. Terbowes scomparsi (prima parte) (消えたテルボウズ（前篇）?, Kieta terubouzu (Zenpen)) - (501) File 11. Terbowes scomparsi (seconda parte) (消えたテルボウズ（后篇）?, Kieta terubouzu (Kisaki-hen)) - Autore: Masaru Ōta, Kazuhiro Kubota                                                                                          |                        |
| 45 | 28 aprile 2020 | ISBN 978-4-09-143185-1 |
| 45 | Capitoli (traduzioni letterali dei titoli) - (502) File 1. Chi ha inserito la scheda? (カードを入れたのは、だれ?, Kādo o ireta no wa, dare) - (503) File 2. La volontà di attraversamento (prima parte) (クロスする遺書（全編）?, Kurosu suru isho (zenpen)) - (504) File 3. La volontà di attraversamento (seconda parte) (クロスする遺書（後編）?, Kurosu suru isho (kōhen)) - (505) File 4. L'arma cancellata (prima parte) (消された凶器（全編）?, Kesa reta kyōki (zenpen)) - (506) File 5. L'arma cancellata (seconda parte) (消された凶器（後編）?, Kesa reta kyōki (kōhen)) - (507) File 6. Un piccolo assassino (prima parte) (小さな殺し屋（全編）?, Chīsana koroshi-ya (zenpen)) - (508) File 7. Un piccolo assassino (seconda parte) (小さな殺し屋（中編）?, Chīsana koroshi-ya (chūhen)) - (509) File 8. Un piccolo assassino (terza parte) (小さな殺し屋（後編）?, Chīsana koroshi-ya (kōhen)) - (510) File 9. Il nome di Dio è "K" (prima parte) (髪の名は"K"（全編）?, Kami no na wa "K" (zenpen)) - (511) File 10. Il nome di Dio è "K" (seconda parte) (髪の名は"K"（中編）?, Kami no na wa "K" (chūhen)) - (512) File 11. Il nome di Dio è "K" (terza parte) (髪の名は"K"（後編）?, Kami no na wa "K" (kōhen)) - Autore: Masaru Ōta, Kazuhiro Kubota |                        |
| 46 | 28 aprile 2021 | ISBN 978-4-09-143299-5 |
| 46 | Capitoli - Autore: Masaru Ōta, Kazuhiro Kubota |                        |
| 47 | 27 aprile 2022 | ISBN 978-4-09-143394-7 |
| 47 | Capitoli - Autore: Masaru Ōta, Kazuhiro Kubota |                        |
| 48 | 26 maggio 2023 | ISBN 978-4-09-143614-6 |
| 48 | Capitoli - Autore: Masaru Ōta, Kazuhiro Kubota |                        |
| 49 | 26 aprile 2024 | ISBN 978-4-09-143714-3 |
| 49 | Capitoli - Autore: Masaru Ōta, Kazuhiro Kubota |                        |